# 15 Рыси
15 Рыси (лат. 15 Lyncis) — двойная звезда в созвездии Рыси, состоящая из двух жёлтых гигантов с видимой звёздной величиной 4,8 и 5,9. Система удалена от земли на расстояние 178 световых лет. Относительно солнечной системы движется со скоростью 33,7 км/с. Его галактическая орбита лежит на расстоянии от 19 000 до 24 300 световых лет от галактического центра, текущее расстояние 7446 парсек.
В фантастическом романе англ. The Lost Era: The Sundered, происходящем во вселенной Звёздного пути, толианская ассамблея назначает встречу дипломата Федерации в окрестностях системы 15 Рыси